# Article 10 de la Constitution belge
L'article 10 de la Constitution de la Belgique fait partie du titre II Des Belges et de leurs droits. Il définit l'égalité entre tous les Belges.
Il date du 7 février 1831 et était à l'origine — sous l'ancienne numérotation — l'article 6. Le dernier alinéa a été introduit par la loi de révision du 21 février 2002.

## Texte de l'article actuel
« Il n'y a dans l'État aucune distinction d'ordres.
Les Belges sont égaux devant la loi ; seuls ils sont admissibles aux emplois civils et militaires, sauf les exceptions qui peuvent être établies par une loi pour des cas particuliers.
L'égalité des femmes et des hommes est garantie. »